# Introitus (Stravinsky)
Introitus (T.S. Eliot in memoriam (W107) is een seriële compositie van Igor Stravinsky voor tenoren, bassen, harp, piano, twee pauken, twee tamtams, solo altviool en contrabas, gecomponeerd in Hollywood in 1965. Het werk, met een lengte van ca. 3,5 minuut, werd voor het eerst in Chicago uitgevoerd op 17 april 1965.
Aanleiding voor de compositie was de dood van Stravinsky's vriend, de schrijver T.S. Eliot op 4 januari 1965.

## Oeuvre
Zie het Oeuvre van Igor Stravinsky voor een volledig overzicht van het werk van Stravinsky.

## Geselecteerde discografie
- Introitus, Gregg Smtih Singers en Columbia Chamber Ensemble o.l.v. Igor Stravinsky (in 1991 verschenen op CD in de 'Igor Stravinsky Edition', in het deel 'Sacred Works', SM2K 46 301)
- Introitus, Nederlands Kamerkoor o.l.v. Reinbert de Leeuw (op 'Sacred Choral Works', Philips 454 477-2)